# Краило, Михаил Иванович
Краило Михаил Иванович (9 октября 1933, Русская Мокрая, Подкарпатская Русь, Чехословакия — 28 августа 2006) — председатель Закарпатского областного исполнительного комитета (1990, 1992).

## Биография
Родился в селе Русская Мокрая (ныне — Тячевского района Закарпатской области).
Окончил Львовский лесотехнический институт, Высшую партийную школу при ЦК КПСС.
Трудовую деятельность начал в 1951 году мастером Выготского леспромхоза треста «Станиславлеспром» Ивано-Франковской области. С 1953 года до 1954 года работал мастером Усть-Чернянского леспромхоза треста «Закарпатлеспром» Тячевского района. После службы в армии работал мастером, техником, инженером производственного отдела этого же предприятия.
В 1961—1962 годах — инструктор организационного отдела Тячевского райкома КПУ. В 1962—1965 годах — освобожденный секретарь парткома, председатель рабкома Усть-Чернянского лесокомбината. С 1965 по 1972 год — председатель исполкома Тячевского райсовета народных депутатов. После окончания Высшей партийной школы при ЦК КПСС в 1973—1981 годах — директор Перечинского лесокомбината.
В 1981—1986 годах — начальник управления пищевой промышленности Закарпатского облисполкома. С 1986 года по 1988 год — заместитель облагропрома, начальник управления пищевой промышленности. С 1988 года — генеральный директор производственного объединения продтоваров облагросовета. С 6 апреля до декабря 1990 года — председатель облисполкома. С декабря 1990 года — заместитель председателя облисполкома. С января по март 1992 года — председатель облисполкома. С января до апреля 1992 года — председатель Закарпатского областного совета народных депутатов. С марта 1992 года до июля 1994 года — представитель Президента в Закарпатской области.

## Ссылка
- Закарпаття. Хто є хто. — Випуск 3, 2007